# Besuchskirche (Jerusalem)
Die Besuchskirche (Visitatio-Kirche; auch Magnifikat-Kirche oder Mariä-Heimsuchung-Kirche)  ist eine der drei wichtigsten Kirchen in En Kerem, einem kleinen Ort westlich von Jerusalem, und gehört den Franziskanern. 

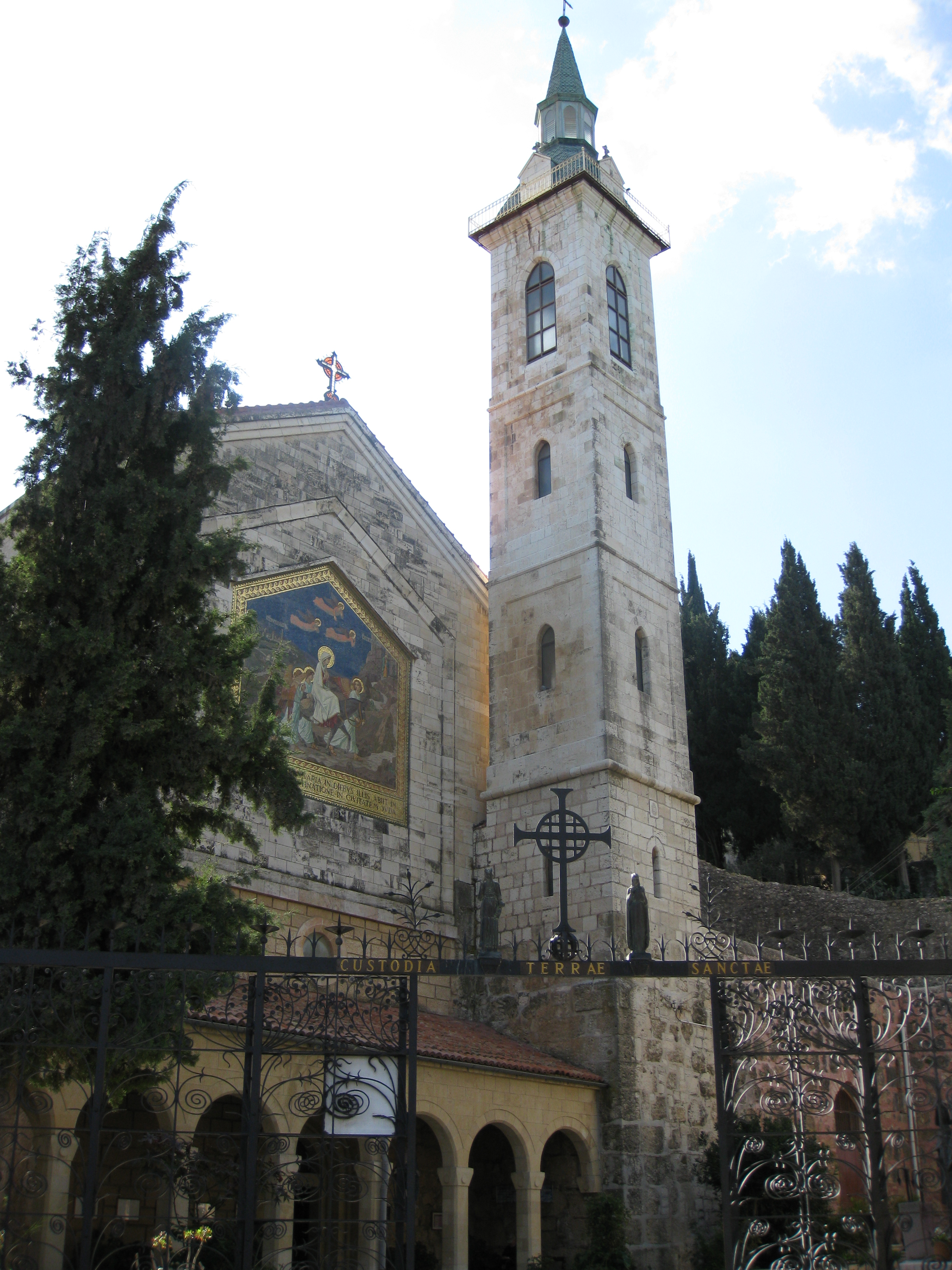
Die Besuchskirche in En Kerem

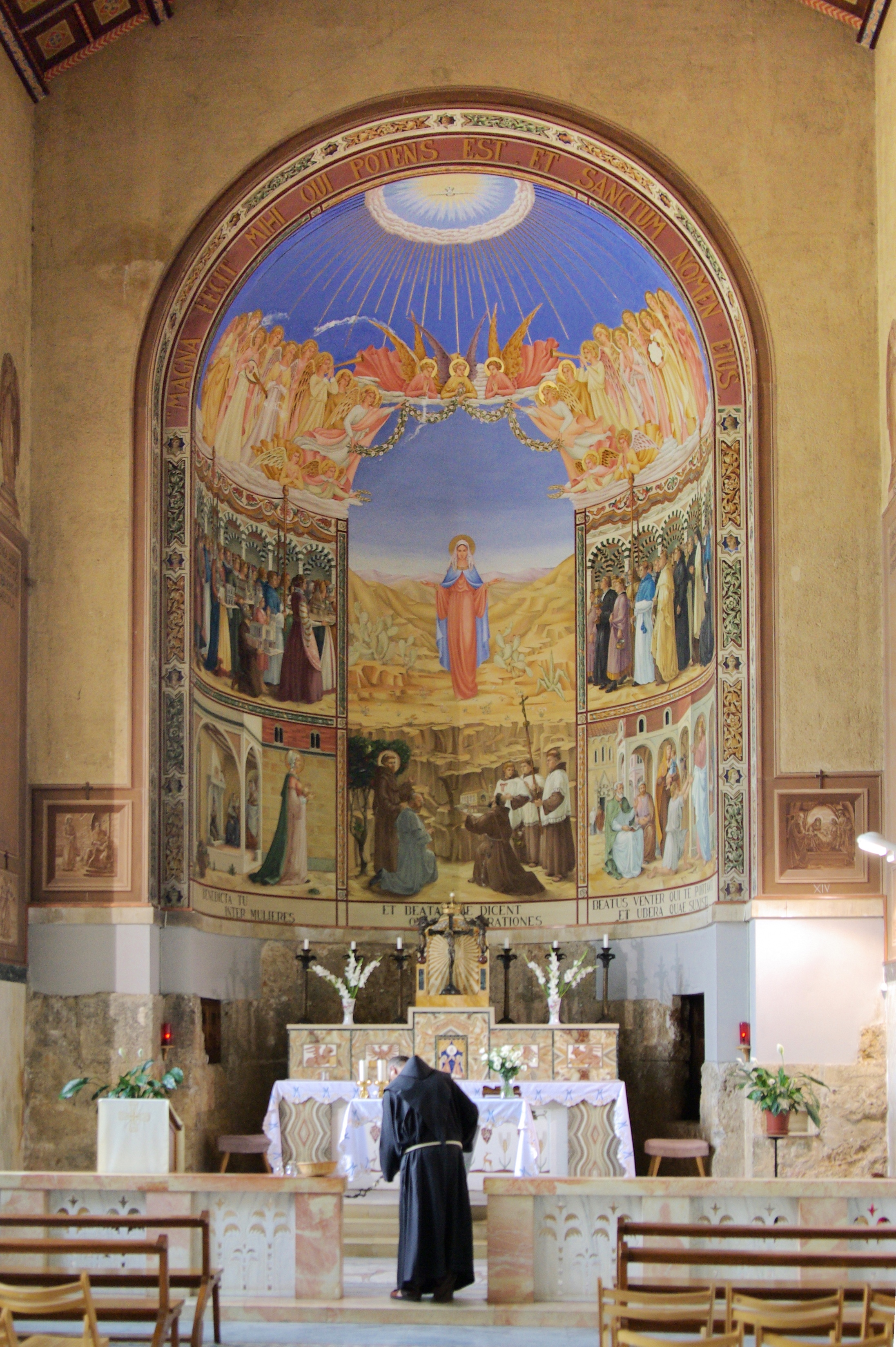
Apsis mit Malereien im Giotto-Stil. Erkennbar das erhaltene untere mittelalterliche Mauerwerk.

## Geschichte
Die Kirche wurde über dem Elternhaus und Geburtsort Johannes des Täufers errichtet und damit an der Stelle, wo Maria und Elisabeth einander begegneten und Maria das Magnifikat anstimmte (Lk 1,39–56 ). Die Kirche hat eine natürliche Grotte, die bereits in byzantinischer Zeit zu einem Ort der Anbetung wurde. 638 wurde sie als die Stätte der Verkündigung und der Geburt des Täufers in den Georgischen Festkalender aufgenommen. In dieser Zeit wurde auch die Unterkirche errichtet. Die Kreuzfahrer bauten darüber eine große zweistöckige Kirche, die nach deren Abzug aber wieder verfiel. Möglicherweise gehörte diese Kirche zum Zisterzienserkloster St. Johannes in Nemore. Die Franziskaner kauften 1679 den Ort, und nach fast zwei Jahrhunderten Wartezeit bekamen sie von der osmanischen Herrschaft die Erlaubnis zum Wiederaufbau der Kirche: die Unterkirche wurde 1862 restauriert, die Oberkirche wurde zwischen 1939 und 1955 vom italienischen Architekten Antonio Barluzzi unter Einbeziehung der mittelalterlichen Ruinen errichtet. So sind in der Apsis die erhaltenen unteren Teile sichtbar gemacht worden.

## Beschreibung

### Unterkirche
Die Unterkirche ist mit einigen Gemälden geschmückt: eines zeigt die Begrüßung Marias durch Elisabeth, ein anderes die Verbergung Johannes des Täufers hinter einem Stein vor den Schergen beim Kindermord in Betlehem. In einer Seitenwand der Unterkirche ist ein Teil dieses Steines zu sehen.

### Oberkirche
Die Oberkirche wurde von Barluzzi im toskanischen Stil bemalt und zeigt Maria in ihren Ehrentiteln: als Mutter Gottes, Zuflucht der Sünder, Spenderin aller Gnaden, Hilfe der Christen und unbefleckt Empfangene.

### Vorplatz
Auf dem Vorplatz der Kirche ist seit 1954 an der Wand gegenüber der Unterkirche das Magnifikat in 42 Sprachen, mittlerweile mehr als 50 Sprachen, auf keramischen Fliesen zu sehen. Vom Vorplatz aus hat man einen wunderbaren Blick über den Ort und die umliegenden bewaldeten Hügel.

## Marienquelle
Unterhalb des Hanges der Kirche liegt die sogenannte Marienquelle (engl. Mary´s Spring). Sie gab En Kerem auch den Beinamen Quelle des Weinbergs und soll auch der Ort gewesen sein, wo sich Maria und Elisabeth begegnet sind.

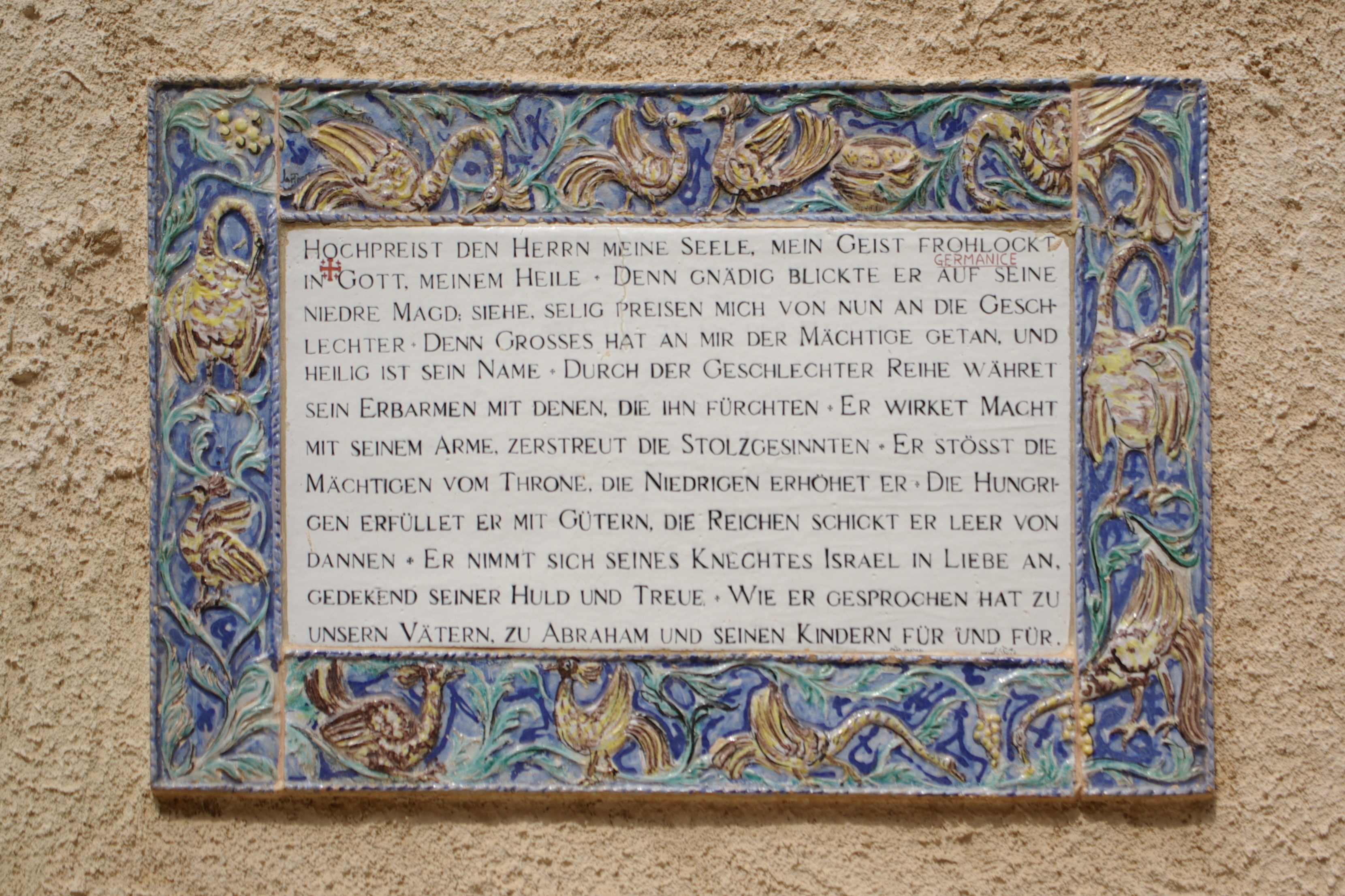
Magnificat Tafel
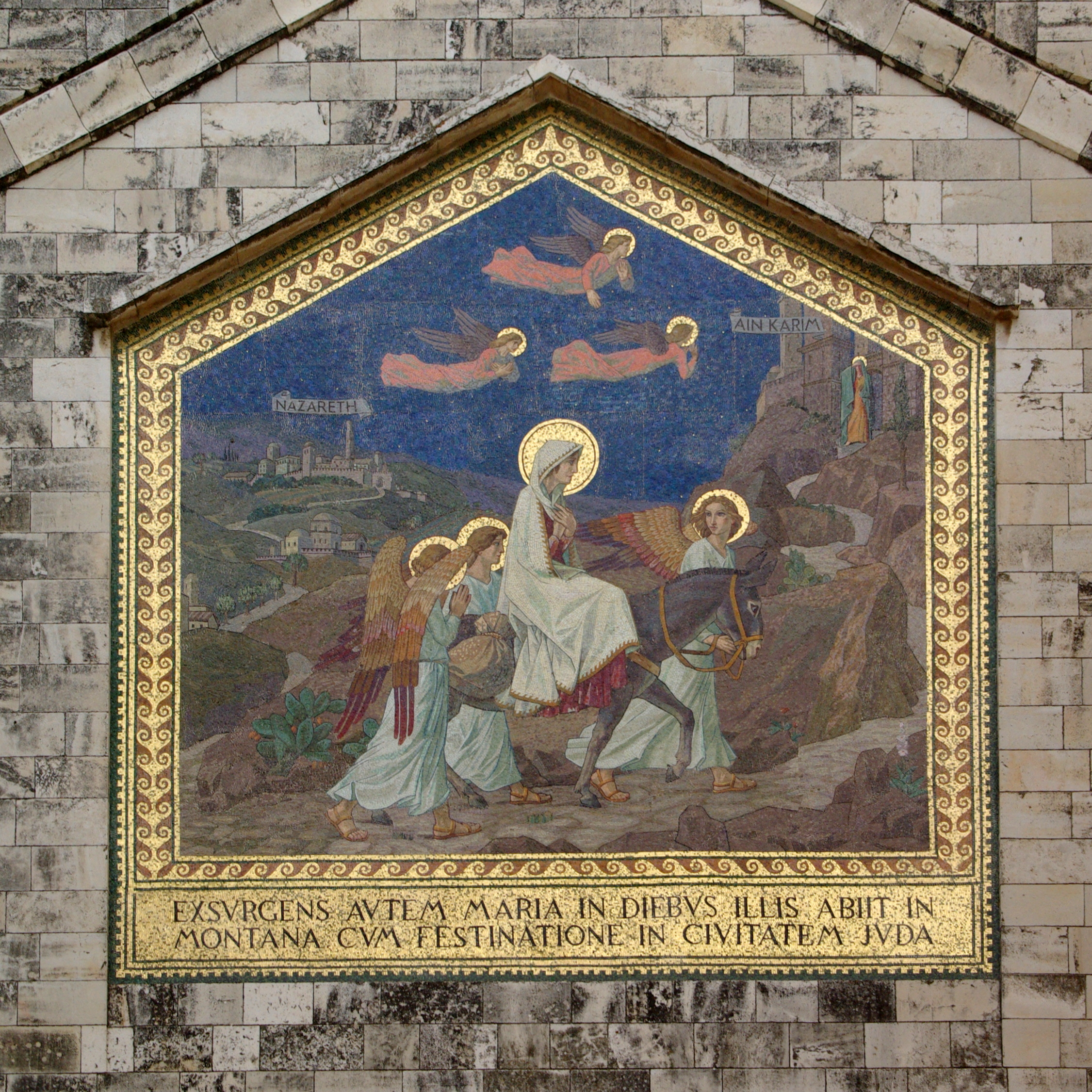
Außenmosaik
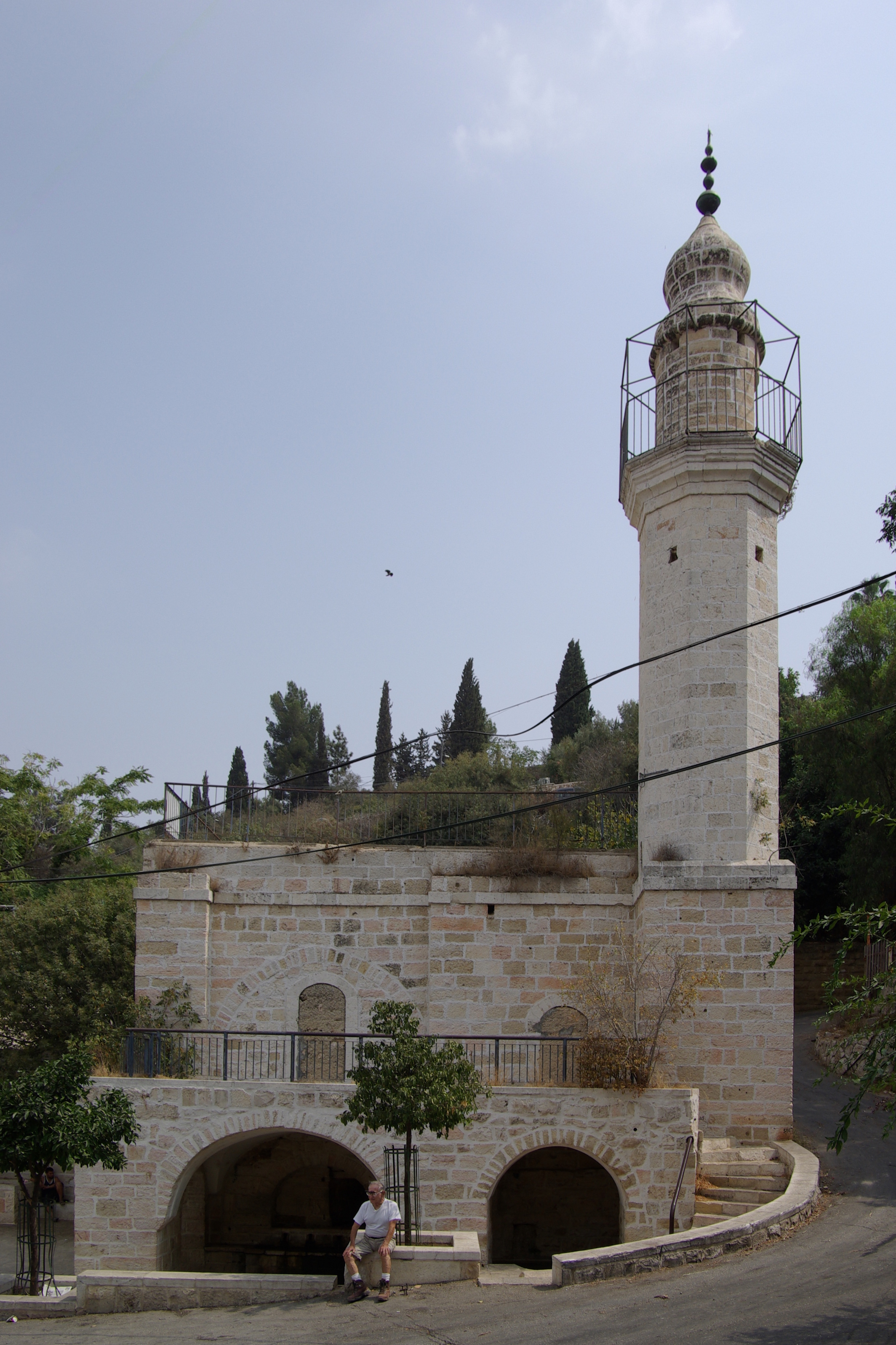
Marienquelle, außen
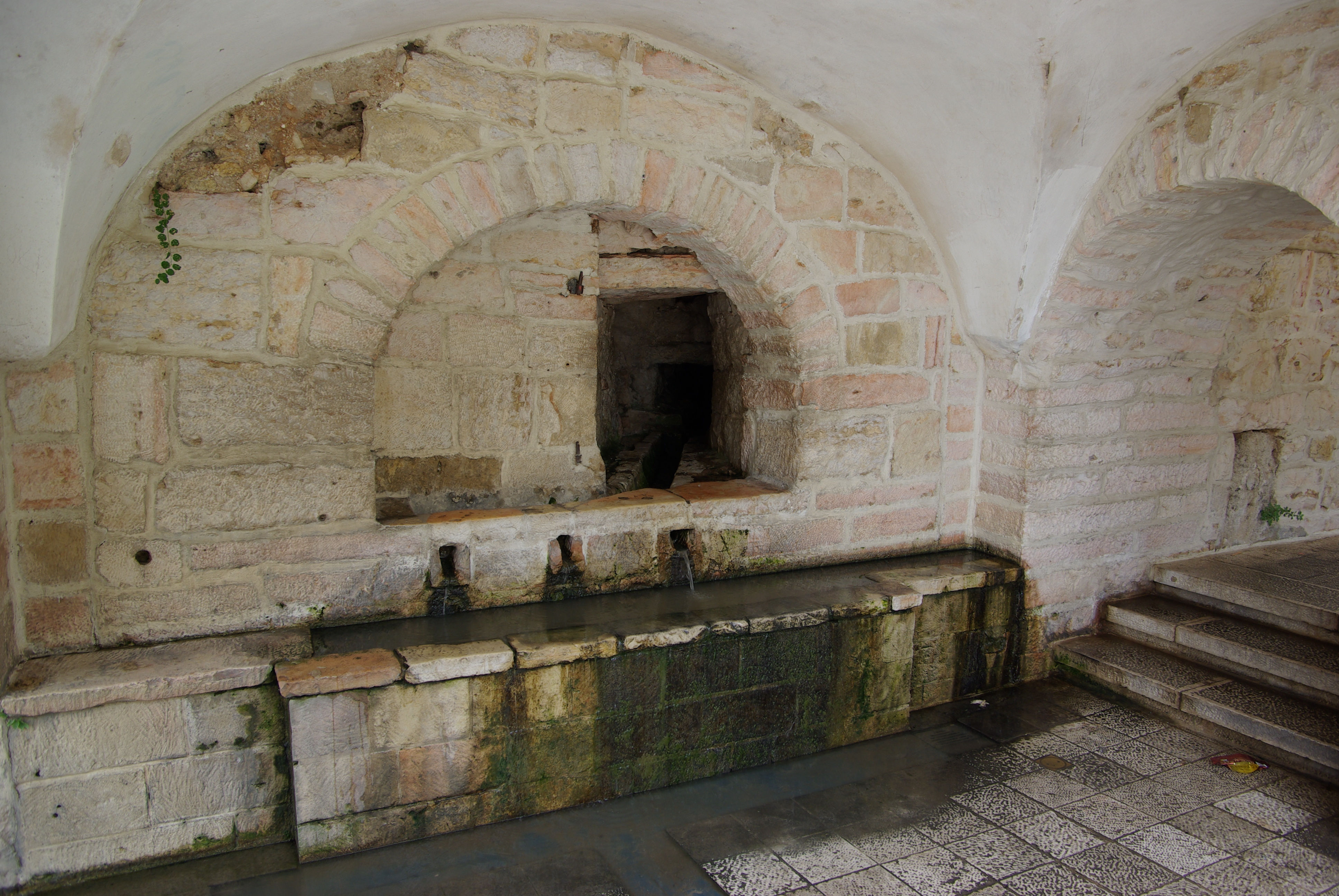
Marienquelle, innen